# Louis-Philippe Crépin
 (juillet 2017).
Si vous disposez d'ouvrages ou d'articles de référence ou si vous connaissez des sites web de qualité traitant du thème abordé ici, merci de compléter l'article en donnant les références utiles à sa vérifiabilité et en les liant à la section « Notes et références ».
Pour les articles homonymes, voir Crépin.
Louis-Philippe Crépin né le 23 décembre 1772 à Paris et mort dans la même ville le 26 novembre 1851 est un peintre français.
Spécialisé dans les vues de marines, il est l'un des deux premiers artistes à avoir été nommés peintres officiels de la Marine.

## Biographie

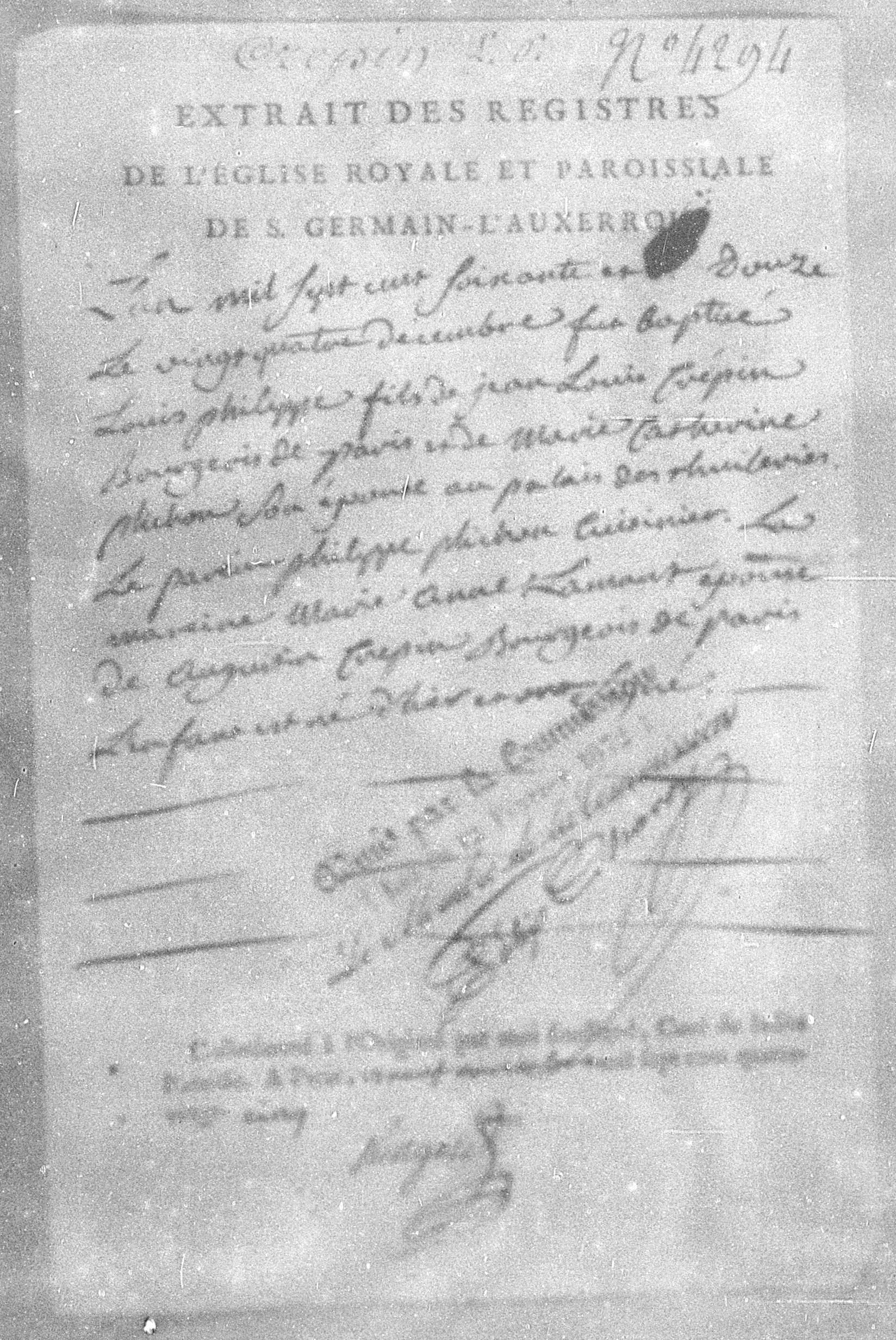
Acte de baptême de Louis-Philippe Crépin le 24 décembre 1772 à l'église Saint-Germain-l'Auxerrois de Paris.

Louis-Philippe Crépin naît à Paris au palais des Tuileries, lieu de domicile de ses parents Jean-Louis Crépin et Marie-Catherine Plichon, le 23 décembre 1772 et il est baptisé le lendemain, 24 décembre 1772, à l'église Saint-Germain-l'Auxerrois.
Il est élève de Joseph Vernet (1714-1789) auquel il doit son goût pour la peinture de marine, et d’Hubert Robert (1733-1808) qui l’initie à la peinture de paysage. Bien avant cela, il a été marin pendant quatre ans comme gabier, puis timonier. Il commence à exposer au Salon en 1796 avec La Sortie du port de Brest. Il y expose par intermittence jusqu’en 1835.

## La Bayonnaise
Son plus célèbre tableau Combat de la frégate française “La Bayonnaise” contre la frégate anglaise “l'Embuscade” 14 décembre 1798 lui est commandé par Napoléon Ier pour le palais des Tuileries à Paris. Il est exposé au Salon en 1801. Initialement placé dans le premier salon de l'impératrice au château de Saint-Cloud, ce tableau entre par la suite à Versailles sous Louis-Philippe en 1834. Depuis 1935, il est conservé à Paris au musée national de la Marine.

## Peintre de la Marine
Dans une lettre datée du 10 juillet 1817 adressée au ministre de la Marine et des Colonies, Laurent de Gouvion-Saint-Cyr, Crépin écrit : « Chargé depuis plus de vingt ans de peindre des sujets de marine pour le Gouvernement et plus particulièrement pour le Ministère de la Marine ».
Il est indiqué parfois qu’il a eu un atelier au ministère de la Marine.
Dans une lettre du 14 janvier 1832[réf. nécessaire], il demande la Légion d'honneur en tant que « Peintre artiste de la Marine par décision ministérielle. Depuis 1793, j'ai constamment servi ou travaillé pour la marine : à bord de vaisseaux de guerre comme marin à la manœuvre et la timonerie alternant le service à la mer […] ». Crépin, au moment de sa nomination en tant que peintre du département de la marine en 1830, avait au préalable essuyé un échec : il avait été écarté lors du concours en 1817 de peintre attitré du Grand Amiral de France, au profit de Louis Garneray.
C'est un peintre vieillissant, alors âgé de 58 ans en 1830, dont la carrière semble être sur le déclin, qui est nommé l'un des deux premiers peintres du département de la marine avec Théodore Gudin. Il part lors de l’expédition d’Alger avec des artistes plus jeunes que lui, Théodore Gudin, Eugène Isabey, Léon Morel-Fatio et Adrien Lainé.
Dans les Annales Maritimes de 1836, Augustin Jal déclare : « Au déclin de Monsieur Crépin, Messieurs Gudin et Isabey brillaient déjà […] Un homme dont la réputation, très bien justifiée, certes par un chef-d’œuvre du genre et par quelques morceaux remarquables, est aujourd’hui tout à fait retiré de la carrière ; du moins il n’expose plus ».
C'est son élève Jean-François Hue qui est désigné pour continuer la série des ports de France de Joseph Vernet.
Louis-Philippe Crépin meurt le 26 novembre 1851 à Paris dans l'ancien 4e arrondissement, à son domicilié situé au 8, rue du Chevalier-du-Guet.

## Œuvres
- Dijon, musée Magnin : Le Chien du naufragé.
- Dole, musée des Beaux-Arts : Chasse à courre.
- Le Havre, musée d'art moderne André-Malraux : Le Havre, vue de la mer.
- Paris, musée national de la Marine[4] :
  - Combat de la corvette française la Bayonnaise contre l’Embuscade, 1799, œuvre préparatoire Inv. 27 OA 122 ;
  - Cinquième combat de la Loire, vendémiaire an VII, 1800, Inv. 31 OA 2 ;
  - Combat de la corvette française la Bayonnaise contre l’Embuscade, 1801, Inv. 9 OA 17 ;
  - Le Redoutable à Trafalgar, 1806, Inv. 9 OA 120 ;
  - Combat de la Poursuivante contre l'Hercule, 1803, 1819, Inv. 9 OA 146 ;
  - La rade de Cherbourg, 1822, Inv. 9 OA 78 ;
  - Sauvetage de la gabare l’Alouette, 1822, Inv. 9 OA 160.
- Rueil-Malmaison, musée national des châteaux de Malmaison et de Bois-Préau : Napoléon Ier et L'impératrice Marie-Louise assistant au défilé de l'escadre de L'amiral Troude le 30 mai 1811 en rade de Cherbourg.
- Tours, musée des Beaux-Arts :
  - Paysage, pêcheurs au bord d'une rivière[5] ;
  - Un port italien.
- Versailles, musée de l'Histoire de France : Allégorie du retour des Bourbon en France, inv. MV 8561[6].

Œuvres de Louis-Philippe Crépin
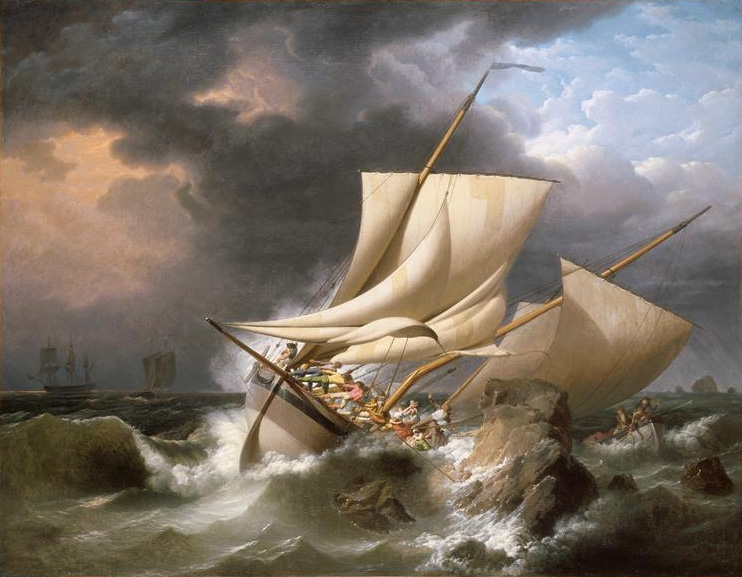
Scène de naufrage (vers 1800), musée des Beaux-Arts de Brest.
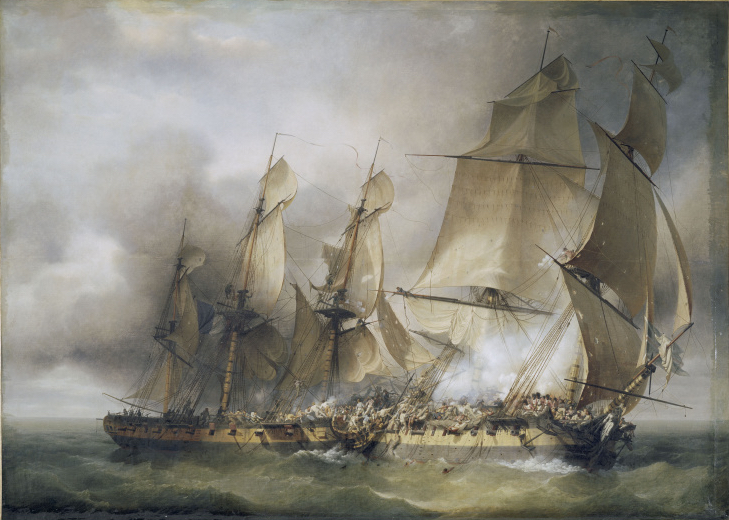
Combat de “la Bayonnaise” contre “l'Embuscade”, 1798 (1801), Paris, musée national de la Marine.
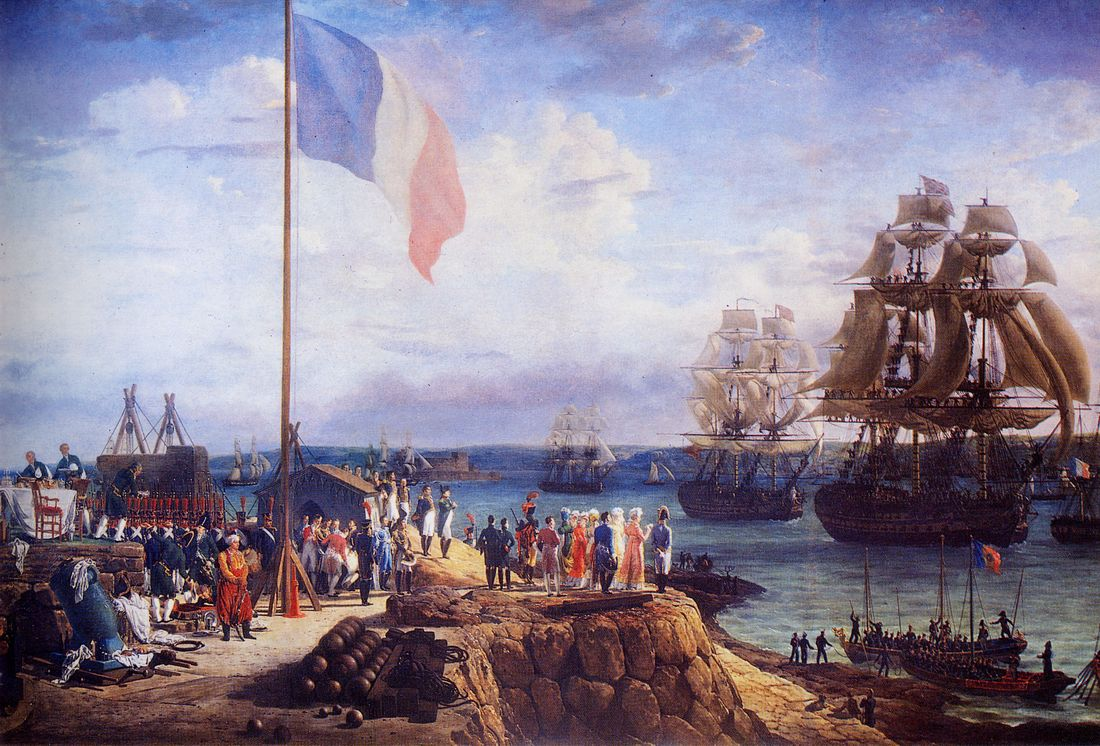
Napoléon et Marie Louise assistant au défilé de l'escadre de Cherbourg en 1811, château de Malmaison.
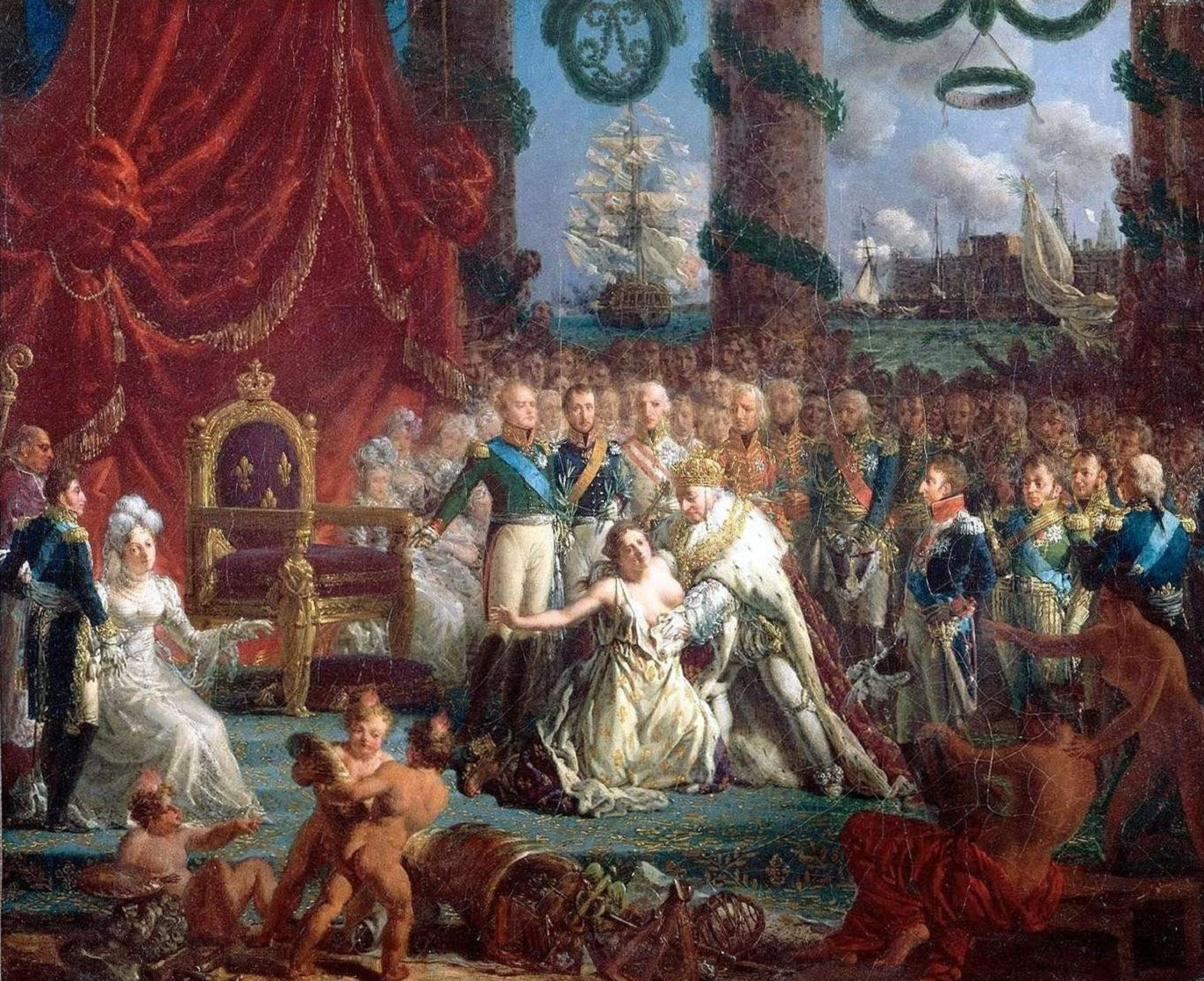
Allégorie du retour des Bourbon le 24 avril 1814 : Louis XVIII relevant la France de ses ruines, château de Versailles.

### Ouvrages illustrés
- Épisodes maritimes, ouvrage illustré de 20 sujets par Garneray, Gudin, Biard, Isabey, Crépin, Verly, Barry, gravés par Chavane, Skelton, Burdet, Cholet, Kernot, Paris, Victor Lecou, [XIXe siècle].